# Orthetrum machadoi
Orthetrum machadoi é uma espécie de libelinha da família Libellulidae. 
Pode ser encontrada nos seguintes países: Angola, Botswana, Camarões, República Democrática do Congo, Etiópia, Quénia, Malawi, Moçambique, Namíbia, Serra Leoa, África do Sul, Tanzânia, Uganda, Zâmbia, Zimbabwe e possivelmente em Burundi.
Os seus habitats naturais são: florestas subtropicais ou tropicais húmidas de baixa altitude, matagal árido tropical ou subtropical, matagal húmido tropical ou subtropical, rios, áreas húmidas dominadas por vegetação arbustiva, pântanos, marismas de água doce e marismas intermitentes de água doce. 